# Estación Internacional de Investigación Lunar
La Estación Internacional de Investigación Lunar (EIIL o ILRS por sus siglas en inglés: International Lunar Research Station) (en chino, 国际月球科研站) es una base lunar planeada que está siendo desarrollada por Roscosmos y la Administración Espacial Nacional China (CNSA). La EIIL servirá como una base de experimentación científica integral construida en la superficie lunar o en órbita lunar que puede llevar a cabo actividades de investigación científica multidisciplinares y multiobjetivo, incluyendo la exploración y utilización, la observación basada en la Luna, la experimentación científica básica y la verificación técnica, y la operación autónoma a largo plazo. Las declaraciones de Roscosmos y de la CNSA subrayan que el proyecto estará "abierto a todos los países y socios internacionales interesados".

## Historia
El 16 de junio de 2021, Roscosmos y la Administración Espacial Nacional China (CNSA) celebraron una sesión conjunta en San Petersburgo bajo los auspicios de la Conferencia Global de Exploración Espacial (GLEX 2021), dedicada a la presentación de la hoja de ruta para la creación de la Estación Internacional de Investigación Lunar (EIIL). La sesión contó con la presencia de Sergei Saveliev, director general adjunto de Roscosmos para la cooperación internacional, y de Wu Yanhua, viceadministrador de la CNSA (a distancia).
Los representantes de Roscosmos y de la CNSA celebraron consultas sobre un proyecto de declaración en septiembre de 2021, junto con expertos de Alemania, Francia, Italia, Países Bajos, Malasia, Tailandia y la Oficina de las Naciones Unidas para Asuntos del Espacio Exterior. Las conversaciones se celebraron a puerta cerrada.

## Definición y composición
La EIIL es una instalación compleja de investigación experimental que se construirá con una posible atracción de socios en la superficie y/o en la órbita de la Luna, diseñada para actividades de investigación científica multidisciplinares y polivalentes, incluyendo la exploración y el uso de la Luna, la observación basada en la Luna, los experimentos de investigación fundamental y la verificación de la tecnología con la capacidad de operación no tripulada a largo plazo con la perspectiva de una posterior presencia humana.

### Objetivos científicos
- Topografía lunar, geomorfología y estructura geológica
- Física lunar y estructura interna
- Química lunar (materiales y geoarqueología)
- Entorno espacial cis-lunar
- Observación astronómica basada en la Luna
- Observación de la Tierra basada en la Luna
- Experimentos biológicos y médicos basados en la Luna
- Utilización de recursos lunares in situ

### Instalaciones
- Instalación de Transporte Cislunar - para apoyar los traslados de ida y vuelta entre la Tierra y la Luna, incluyendo el descenso lunar, el aterrizaje, el ascenso y el regreso a la Tierra.
- Instalación de apoyo a largo plazo en la superficie lunar: consistirá en varios módulos de apoyo para las operaciones en la superficie lunar.
- Instalación de Transporte y Operación Lunar: consistirá en módulos para la exploración lunar y el transporte de carga.
- Instalación Científica Lunar - para apoyar los experimentos en órbita y en la superficie.
- Instalación de apoyo y aplicación en tierra: centro de datos y operaciones de apoyo en tierra.

## Desarrollo

### Fase 1: Reconocimiento (2021-2025)
Objetivos:
- Reconocimiento lunar con las misiones previstas
- Diseño del EIIL y selección de su(s) emplazamiento(s)
- Verificación de la tecnología para un aterrizaje suave y seguro de alta precisión

| Fecha                  | País (Agencia)    | Vehículo de lanzamiento | Nave espacial | Imagen | Estado      |
| ---------------------- | ----------------- | ----------------------- | ------------- | ------ | ----------- |
| 7 de diciembre de 2018 | China (CNSA)      | LM-3B                   | Chang'e 4     |        | Exitoso     |
| 22 de agosto de 2022   | Rusia (Roscosmos) | Soyuz-2                 | Luna 25       |        | Fallido     |
| Noviembre 2024         | Rusia (Roscosmos) | Soyuz-2                 | Luna 26       |        | Planificado |
| 2024                   | China (CNSA)      | LM-5                    | Chang'e 6     |        | Planificado |
| 2024                   | China (CNSA)      | LM-5                    | Chang'e 7     |        | Planificado |
| Agosto de 2025         | Rusia (Roscosmos) | Soyuz-2                 | Luna 27       |        | Planificado |

### Fase 2: Construcción (2026-2035)
Fase 1 (2026-2030):
- Verificación de la tecnología para el centro de mando del EIIL
- Retorno de muestras lunares
- Entrega masiva de carga y aterrizaje suave seguro de alta precisión
- Inicio de las operaciones conjuntas

Fase 2 (2031-2035):
- Establecimiento de instalaciones en órbita y en superficie para el EIIL, en preparación para las misiones con tripulación.

| Misiones | Objetivos | Fecha     | País (Agencia) | Vehículo de lanzamiento | Nave espacial | Imagen | Estado      |
| --- | --- | --------- | -------------- | ----------------------- | ------------- | ------ | ----------- |
| | | 2027      | China (CNSA)   | LM-5                    | Chang'e 8     |        | Planificado |
| 2027 | Rusia (Roscosmos) | Angara A5 | Luna 28        |                         | Planificado   |        |             |
| 5 misiones cruciales previstas para el establecimiento integral del EIIL para completar las instalaciones en órbita y en superficie entre 2030 y 2035 | |           |                |                         |               |        |             |
| EIIL-1 | "Establecimiento del centro de mando, energía básica y de telecomunicaciones, para satisfacer las necesidades de infraestructura lunar, operaciones autónomas lunares y exploración de la investigación." | 2031      |                | LM-9 o Yenisei          |               |        | Planificado |
| EIIL-2 | "Establecimiento de la investigación y exploración lunar instalaciones como la física lunar, los perfiles geológicos, exploración de tubos de lava, retorno de muestras lunares."                         | 2032      |                | LM-9 o Yenisei          |               |        | Planificado |
| EIIL-3 | "Establecimiento de instalaciones de verificación tecnológica para la utilización de recursos lunares in situ."                                                                                           | 2033      |                | LM-9 o Yenisei          |               |        | Planificado |
| EIIL-4 | "Verificación de las tecnologías generales para el el experimento biomédico distribuye la recogida de muestras y devolver."                                                                               | 2034      |                | LM-9 o Yenisei          |               |        | Planificado |
| EIIL-5 | "Establecimiento de la astronomía lunar y la tierra capacidad de observación." | 2035      |                | LM-9 o Yenisei          |               |        | Planificado |

### Fase 3: Utilización (a partir de 2036)
Objetivos:
- Investigación, exploración y verificación de la tecnología lunar
- Apoyo a las misiones lunares tripuladas con el EIIL completado
- Ampliación y mantenimiento de los módulos según sea necesario